# L'Adversaire (film, 1971)
Pour les articles homonymes, voir L'Adversaire.
Pour plus de détails, voir Fiche technique et Distribution.
L'Adversaire (Pratidwandi) est un film indien de Satyajit Ray, sorti en 1971.

## Synopsis
Où Satyajit Ray veut dénoncer l'inhumanité d'une société, à travers les démarches d'un homme pour trouver du travail, qui écrase les faibles et les rêveurs.

## Fiche technique
- Titre : L'Adversaire
- Titre original : Pratidwandi
- Réalisation : Satyajit Ray
- Scénario : Satyajit Ray, adapté du roman de Sunil Gangopadhyay
- Musique : Satyajit Ray
- Photographie : Purnendu Bose et Soumendu Roy
- Production : Asim Dutta et Nepal Dutta
- Pays d'origine : Inde
- Genre : Drame
- Durée : 110 min
- Sortie : octobre 1971, Festival international du film de Chicago

## Distribution
- Dhritiman Chatterjee : Siddhartha Chaudhuri
- Indira Devi : Sarojini
- Debraj Roy : Tunu
- Jayshree Roy : Keya
- Krishna Bose : Sutapa